# فرانتس نویمان
فرانتس لئوپولد نویمان (۲۳ مه ۱۹۰۰–۲ سپتامبر ۱۹۵۴) فعال سیاسی آلمانی-یهودی چپ، نظریه‌پرداز مارکسیست و وکیل کار بود. او یک دانشمند سیاسی در تبعید بود و برای تجزیه و تحلیل نظری خود از ناسیونالیسم سوسیالیسم شناخته شده‌است. نویمان در آلمان و انگلستان به مطالعه پرداخت و آخرین مرحله از حرفهٔ خود را در ایالات متحده آمریکا به سر برد. او همراه ارنست فرانکل و آرنولد برگشتراسر، در زمره بنیان‌گذاران علوم سیاسی مدرن در جمهوری فدرال آلمان قرار دارد.

## زندگی‌نامه
نویمان در سال ۱۹۰۰ در شهر کاتوویتس متولد شد. پدر و مادر او یهودی مذهب بودند و خانواده‌اش در ناحیه‌ای مرزی زندگی می‌کردند که آلمان و لهستان هر دو بر آن ادعا داشتند. نویمان در این ناحیه بزرگ شد. نویمان نه هیچ‌وقت به آداب و مناسک دین خود عمل کرد و نه هیچ‌گاه منکر اصل و تبار یهودی خود شد. خانوادهٔ او بخش خاوری آلمان را به لهستان ترجیح می‌دادند و خود او نیز شکی در آلمانی بودن خود نمی‌دید و بعداً هم به تابعیت آمریکا درآمد. در نوجوانی که مصادف با اواخر جنگ جهانی اول بود به خدمت سربازی رفت. بعد از آن در فرانکفورت در رشتهٔ حقوقِ کار تحصیل کرد و در ۱۹۲۷ در برلین مستقر شد و در آن شهر به وکالت دادگستری پرداخت. در واپسین سال‌های جمهوری وایمار در مدرسهٔ عالی سیاسی به تدریس مشغول بود و همزمان مشاور حقوقی هیئت اجرایی حزب سوسیال دموکرات بود. پس از به قدرت رسیدن نازی‌ها یکی از نخستین کسانی بود که از تابعیت آلمانی محروم و ناگزیر کشورش را ترک گفت.
از آلمان به لندن رفت و چون دانش و معلوماتش در حقوق آلمان در خارج از آن به کارش نمی‌آمد به دنبال تحقیق و پژوهش رفت. در رشتهٔ علوم سیاسی زیر نظر هارولد لسکی شروع به تحصیل کرد؛ ولی به زودی فهمید اقامت در انگلستان برای شخصی چون او کشوری نیست که بتواند مانند انگلیسی‌ها انگلیسی باشد. برای همین بعد از سه سال راهی آمریکا شد چون فکر می‌کرد تنها کشوری است که می‌تواند به عنوان انسان، روشنفکر و دانشمند سیاسی در آن جابجا شود. در ۱۹۳۶ در اوج برنامهٔ «دست جدید» روزولت، وارد آمریکا شد. هدف نویمان مشارکت در حیات سیاسی آمریکا نبود بلکه می‌خواست با استفاده از دانش حقوقی که داشت و دانش سیاسی که در لندن کسب کرده بود به نقد نازیسم بپردازد. با آدورنو و هورکهایمر در مؤسسه پژوهش اجتماعی که از فرانکفورت به دانشگاه کلمبیا کوچ کرده بود مستقر شد و در همان‌جا بود که نوشتن کتاب ماندگار بهیموت را دربارهٔ نظام هیتلری آغاز کرد.
بعد از این‌که دولت آمریکا وارد جنگ جهانی دوم شد، نویمان به واشینگتن رفت و به عنوان متخصص ارشد امور آلمان نخست در دفتر خدمات استراتژیک و سپس در وزارت امور خارجهٔ آمریکا مشغول به کار شد. در این مسئولیت‌ها تحلیل‌هایی از رژیم نازی ارائه داد که تقریباً همه همداستان بودند معتبرترین تحلیل‌ها در این زمینه است و پیش‌بینی او درست درآمد و نازیسم به زور نیروهای شوروی، انگلیس و آلمان از بیخ و بن نابود شد. با این‌حال تمام امیدهایی که نویمان بعد از سال ۱۹۴۵ به آیندهٔ جهان بعد از دوران فاشیسم داشت با نامیدی روبرو شد. او در گزارش‌های خود در زمان جنگ امید زیادی به بازسازی آلمان بر پایهٔ اصول سوسیالیستی داشت اما جنگ سرد تمام این امیدها را از بین برد. نویمان از سمت خود در وزارت خارجه بیزار بود و تدریس در دانشگاه را شغل دلخواه خود می‌دید و پس مدتی کارهای اداری و رفت‌وآمدهای به ظاهر پایان‌ناپذیر بین واشینگتن و نیویورک، بالاخره توانست به عنوان یک استاد تمام وقت علوم سیاسی در دانشگاه کلمبیا در نیویورک ساکن شود. او کم‌کم توانسته بود در آمریکا جابیفتد و به همراه زن و دو فرزندش در رفاه زندگی کند و در کارهای دانشگاهی‌اش موفق بود. در تابستان ۱۹۵۴، زمانی که تعطیلات خود را در سوئیس می‌گذارند در یک سانحهٔ رانندگی جان سپرد.

## برخی از آثار

### کتاب‌ها
- آزادی و قدرت و قانون، گردآوری و ویرایش از هربرت مارکوزه، ترجمهٔ عزت‌الله فولادوند، انتشارات خوارزمی.
- بهیموت: ساختار و عملکرد ناسیونال سیوسیالیسم ۱۹۳۳–۱۹۴۴، ترجمهٔ محمدرضا سوداگر، انتشارات دنیای مادر.

### مقالات
- روشنفکران در تبعید، گردآوری پل کانرتون در جامعه‌شناسی انتقادی، ترجمهٔ حسن چاوشیان. انتشارات اختران.
- شیوه‌های تحقیق در قدرت سیاسی، ترجمهٔ عزت‌الله فولادوند، مجله فرهنگ، بهار و پاییز ۱۳۶۸.